# Florence Eldridge
Florence Eldridge (5 września 1901, zm. 1 sierpnia 1988) − amerykańska aktorka filmowa i teatralna.

## Filmografia
- 1930: Rozwódka
- 1932: Trzynaście kobiet
- 1935: Nędznicy
- 1960: Kto sieje wiatr